# Germaine Malépart
Germaine Malépart (* 7. Juli 1898 in St-Vincent-de-Paul; † 19. April 1963 in Montreal) war eine kanadische Pianistin und Musikpädagogin.

## Leben und Wirken
Sie wurde in Saint-Vincent-de-Paul (heute Laval, Québec) geboren und erhielt im Alter von sieben Jahren Klavierunterricht bei Arthur Letonda. Mit 13 Jahren gab sie ihr Debüt im Ladies’ Morning Musical Club in Montreal. 1917 gewann sie den Prix d’Europe und 1920 erhielt sie ein Stipendium des Ladies’ Morning Musical Club. Am Conservatoire de Paris studierte sie Klavier bei Isidor Philipp und Maurice Amour sowie Komposition bei Roland Broche. Während ihres Aufenthaltes in Paris gab sie Konzerte im Salle Gaveau und im Salle Pleyel.
Nach ihrer Rückkehr Ende 1922 unternahm sie Tourneen durch Kanada und die USA, gab Rundfunkkonzerte und trat als Solistin bei der Société des concerts symphoniques de Montréal auf.
Seit 1942 unterrichtete Malépart an der École Vincent-d’Indy sowie am Conservatoire de musique du Québec. Zu ihren Schülern zählten u. a. Lise Boucher, Andrée Desautels, Pierre Hétu, Mireille Lagacé, François Morel, Renée Morisset, Claude Savard, William Stevens, Gilles Tremblay und Ronald Turini. 1978 benannte das Konservatorium den Salle Germaine-Malépart nach ihr.